# Пливање на Медитеранским играма 2013.
Пливачка такмичења на на Медитеранским играма 2013. у Мерсину одржавана су у периоду од 21.а до 25. јуна у Олимпијском базену у Јенисехиру, месту у близини Мерсина.
Укупно су одржане 38 пливачке дисциплине, по 19 у обе конкуренције и две параолимпијске дисциплине.